# Neos Marmaràs

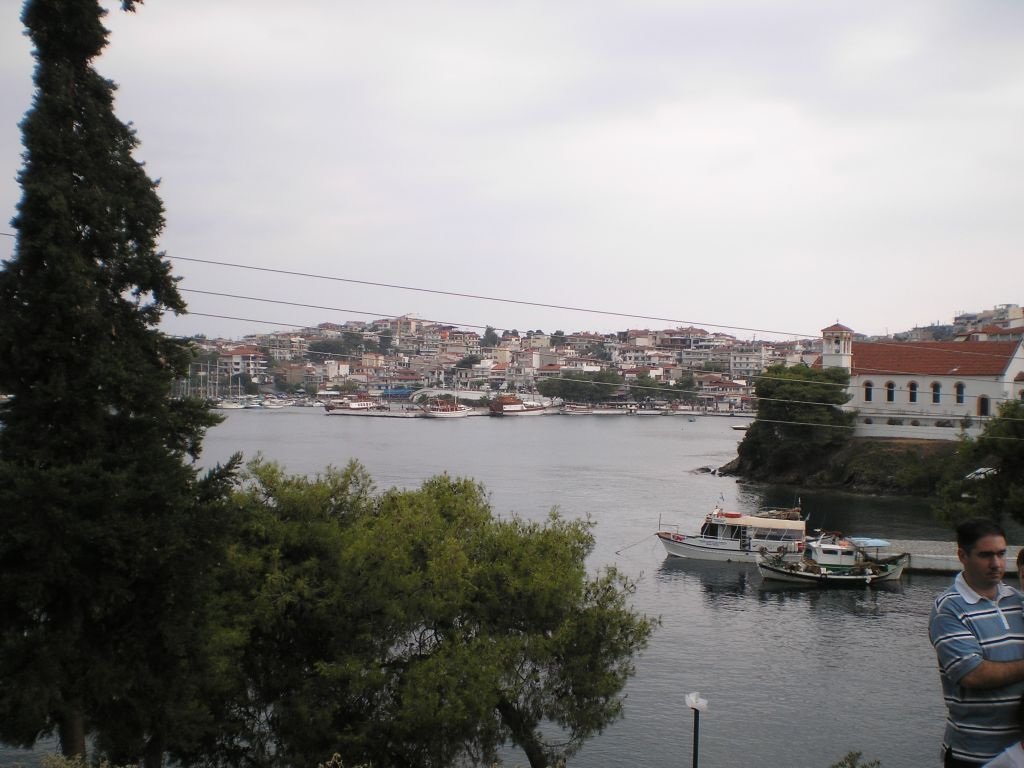
Vista de Neos Marmaràs

Neos Marmaràs (Nova Marmara) és una vila situada a la península Calcídica, a Grècia, a 125 km de Tessalònica, a 55 km de Poligyro, i a prop també del complex turístic de Porto Carras. Se situa sobre tres turons alineats, entre dues muntanyes, Itamos i Tragoudeli.
El 2001, Neos Marmaràs tenia 2.854 residents, i la seva població en època estival es calcula en unes 20.000 persones. Molts dels residents són originaris de l'Illa de Màrmara, al Mar de Màrmara, o de Parthenona, una petita vila a la muntanya d'Itamos. Neos Marmaràs fou, de fet, formada per refugiats que venien de l'illa de Màrmara el 1925.
Les activitats econòmiques principals hi són el turisme, l'agricultura (oliverars, vinyars i mel), i la pesca.